# デニス・C・トゥウィチェット
デニス・C・トゥウィチェット (Dennis Crispin Twitchett、中国名: 杜希徳、1925年9月23日 - 2006年2月24日)は、イギリスの中国研究者である。専門は中国史で、とくに『ケンブリッジ中国史』叢書の編集者で知られる。

## 経歴
1925年にロンドンで生まれた。第二次世界大戦が始まると速成講座で日本語を学び、ついでブレッチリー・パークの政府暗号学校の作戦の一環として、スリランカにある通信拠点で通信傍受役についた。戦争が終わるとケンブリッジ大学で地理学を学び、卒業した。その後、彼は日本に滞在し、東京大学で中国史の泰斗・仁井田陞に師事した。仁井田の専門は唐代であるが、これはのちにトゥウィチェットが取り組んだ分野でもあった。1956年には日本で出会った市川梅子と結婚。
帰国後、さまざまな研究機関で勤務した。ロンドン大学(1954年)、ケンブリッジ大学(1956-60年)、ロンドン大学連合中国研究主任(1960-68年)、ケンブリッジ大学(1968-80年)、プリンストン大学のゴードン・ウー記念中国研究教授(1980-94年)などを務めている。プリンストン大学滞在時には中国研究者のフレデリック・モートと親しく研究した。モートにもやはり似たような戦争経験があった。
また1967年にはイギリス学士院の会員となり、西洋の思想世界において中国研究の地位を高めることに尽力した。

## 研究内容、業績

### 『ケンブリッジ中国史』叢書
トゥウィチェットとハーバード大学のジョン・キング・フェアバンクは、英語による初めての包括的な中国史の出版計画でを構想した(The Cambridge History of China)。トゥウィチェット没後も刊行は続いており、シリーズ全15巻は2019年現在も完結していない。

## 家族・親族
- 妻：市川梅子。夫婦には2人の子どもがいる。

## 著作
- Financial Administration under the T’ang Dynasty (1963)
- Printing and Publishing in Medieval China (1983)
- The Writing of Official History Under the T’ang (1992)
- (with P. J. M. Geelan) The Times Atlas of China (1974)

トゥウィチェットはまた、The Times Atlas of World History (1979年初版)のような中国地図を作製する際にアドバイザーをつとめた専門家でもあった。